# Phrynoponera
Phrynoponera es un género de hormigas perteneciente a la familia Formicidae, categorizado en la tribu Ponerini. Fue descrito por Wheeler en 1920.

## Especies
- Phrynoponera bequaerti Wheeler, 1922
- Phrynoponera gabonensis (André, 1892)
- Phrynoponera pulchella Bolton & Fisher, 2008
- Phrynoponera sveni (Forel, 1916)
- Phrynoponera transversa Bolton & Fisher, 2008